# Coelogyne cuprea
Coelogyne cuprea là một loài thực vật có hoa trong họ Lan. Loài này được H.Wendl. & Kraenzl. mô tả khoa học đầu tiên năm 1892.